# Barleria galpinii
Barleria galpinii är en akantusväxtart som beskrevs av C. B. Cl.. Barleria galpinii ingår i släktet Barleria och familjen akantusväxter. Inga underarter finns listade i Catalogue of Life.